# Schoenus acuminatus
Schoenus acuminatus är en halvgräsart som beskrevs av Robert Brown. Schoenus acuminatus ingår i släktet axagssläktet, och familjen halvgräs. Inga underarter finns listade i Catalogue of Life.